# Jever Bryggeri
Jever Bryggeri er et tysk bryggeri i Jever i Ost-Friesland. Bryggeriet blev grundlagt i 1848 som Frisisk Bryggeri til Jever. Jever er et af de største ølbryggerier i Nordtyskland. 

## Ølmærker
- Jever Pilsener
- Jever Fun (alkoholfri)
- Jever Light (letøl)
- Jever Dark
- Jever Lime
- Jever Maibock